# Broukoviště v Zoo Ostrava
Broukoviště v Zoo Ostrava je dřevěná stavba (netradiční malé dřevěné dětské hřiště s pěti dřevěnými sochami), která vznikla v roce 2014. Stavba získala v roce 2017 vítězství v české  anketě Dřevěná stavba roku v kategorii „Dřevěná hřiště – malá“. Stavba je umístěná v Zoologické zahradě a botanickém parku Ostrava, v ostravské čtvrti Slezská Ostrava v Moravskoslezském kraji. Hřiště je přístupné v rámci areálu ostravské zoo.

## Galerie

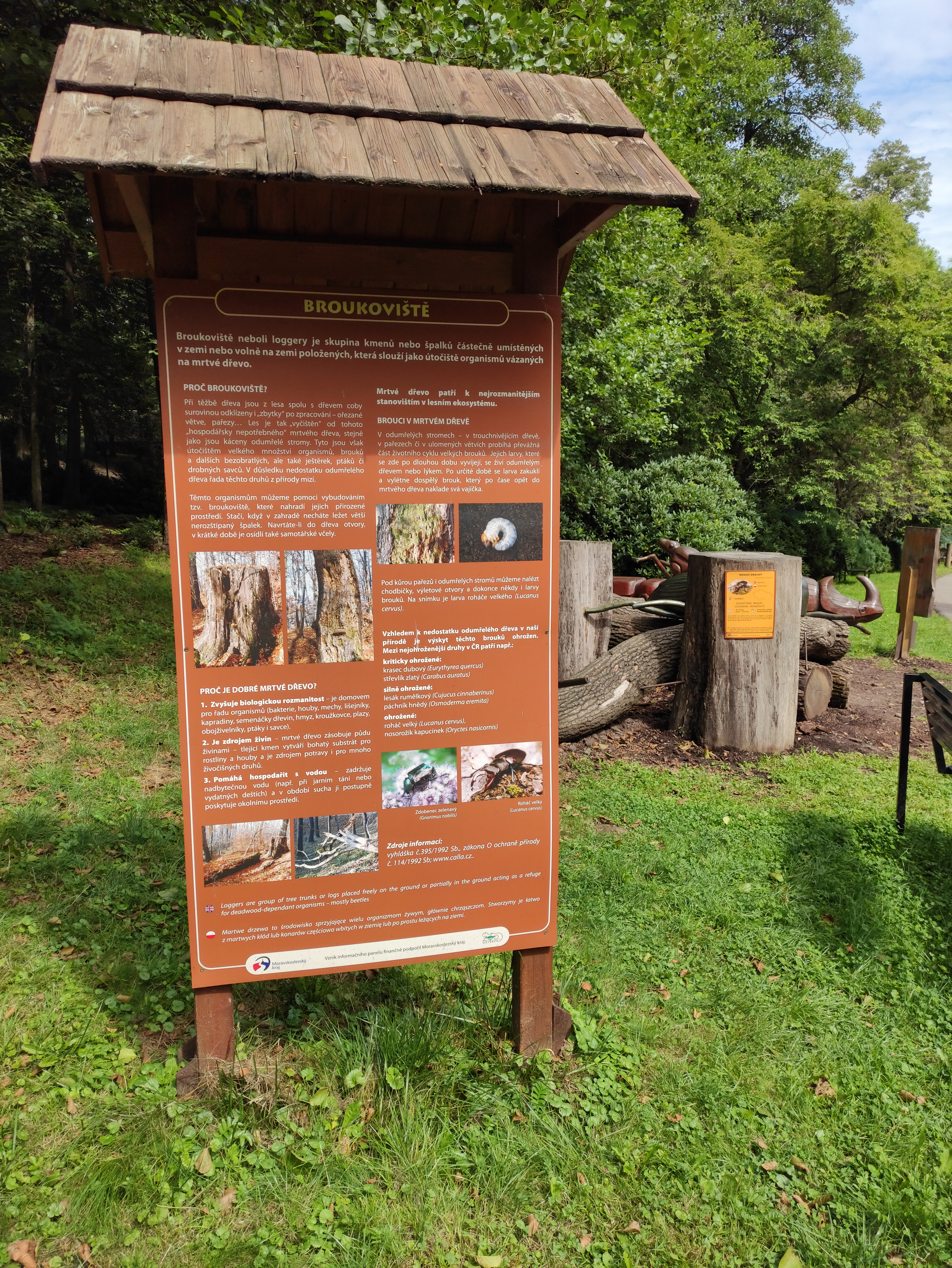
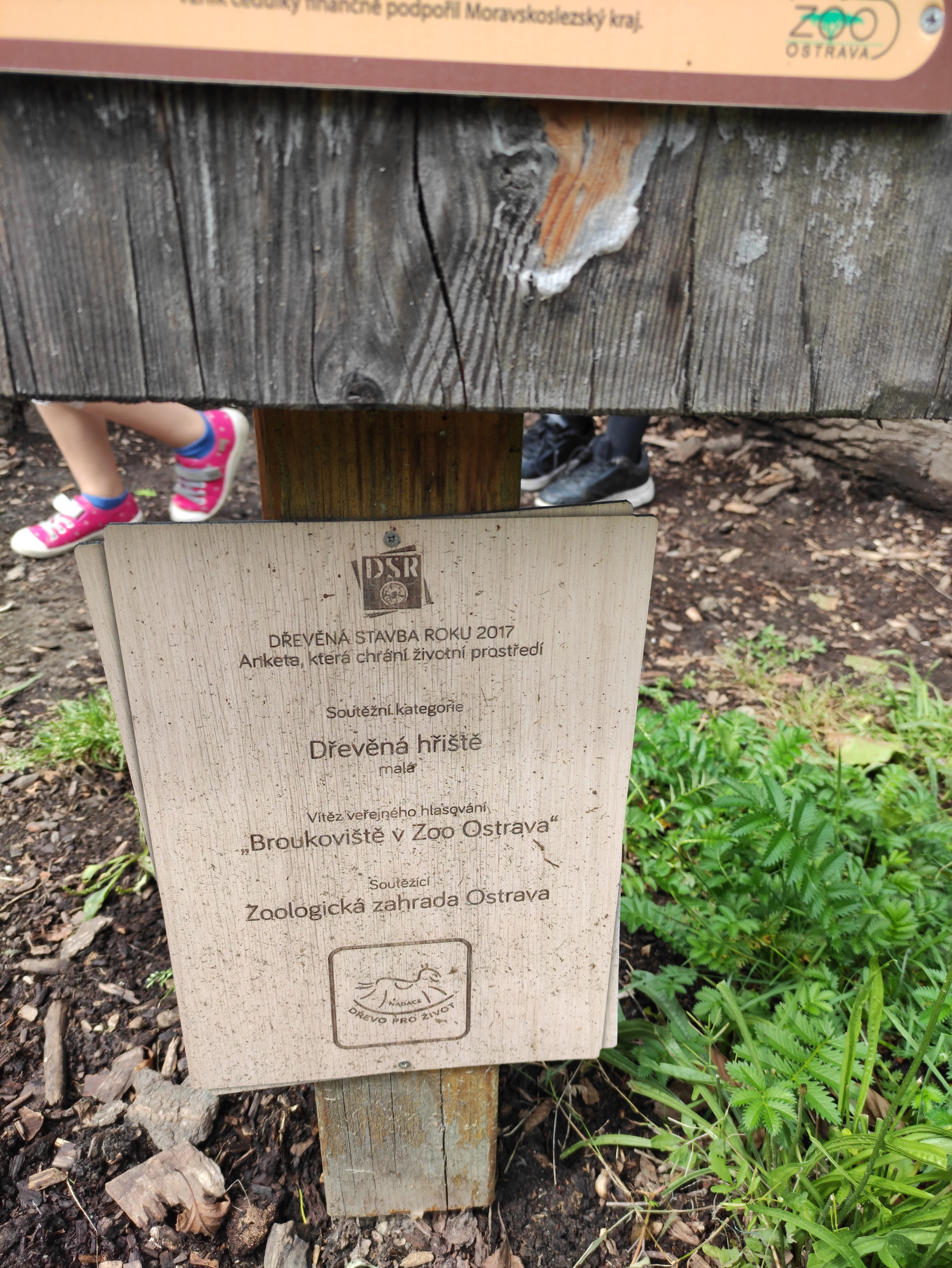
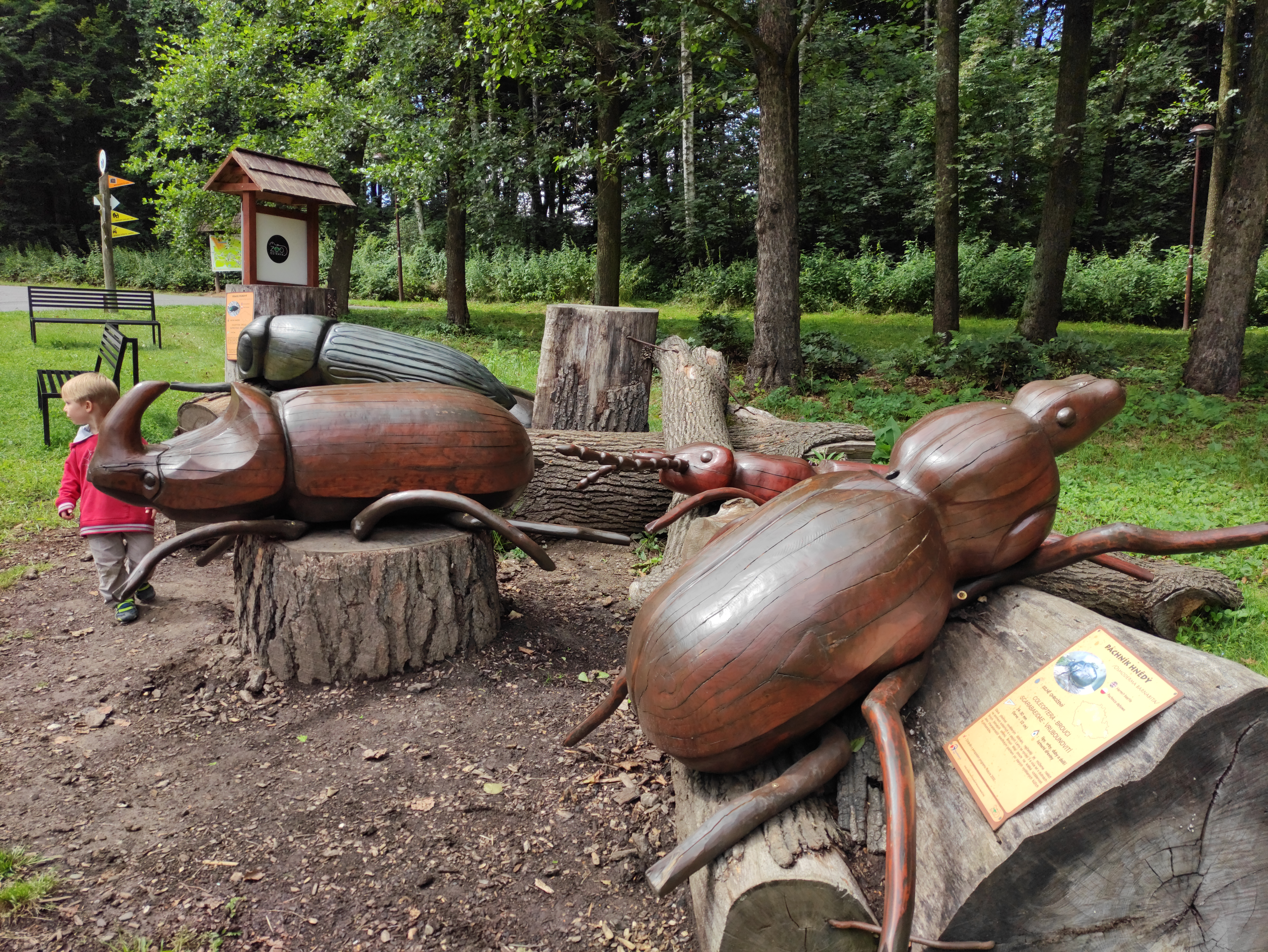

## Další informace
Broukoviště v Zoo Ostrava je dřevěné hřiště i interaktivní a edukativní koutek s modely hmyzu ve zvětšeném měřítku. V areálu areálu ostravské zoo představuje malým i velkým návštěvníkům význam mrtvého dřeva čí broukoviště pro život v přírodě (hmyz, bezobratlí, obratlovci). Hřiště je tvořeno umělecky hodnotnými dřevěnými modely pěti druhů vzácných brouků (páchníka hnědého, krasce dubového, lesáka rumělkového, nosorožíka kapucínka a roháče obecného), kteří patří mezi nejohroženější brouky České republiky. Modely brouků bývají občas odvezeny na nutnou údržbu. Broukoviště bylo postaveno v roce 2014 a nachází se v blízkosti křižovatce nad expozicí Čitván u Rododendron parku.